# Villaharta (kommunhuvudort)
Villaharta är en kommunhuvudort i Spanien.   Den ligger i provinsen Province of Córdoba och regionen Andalusien, i den centrala delen av landet, 270 km söder om huvudstaden Madrid. Villaharta ligger 536 meter över havet och antalet invånare är 606.
Terrängen runt Villaharta är lite kuperad, och sluttar söderut. Runt Villaharta är det mycket glesbefolkat, med 7 invånare per kvadratkilometer. Närmaste större samhälle är Villaviciosa de Córdoba, 11,6 km sydväst om Villaharta. 